# Pałac w Wędzinie
Pałac w Wędzinie – wybudowany w XIX w., w miejscowości Wędzina.

## Historia
Obiekt jest częścią zespołu pałacowego, w skład którego wchodzi jeszcze park.

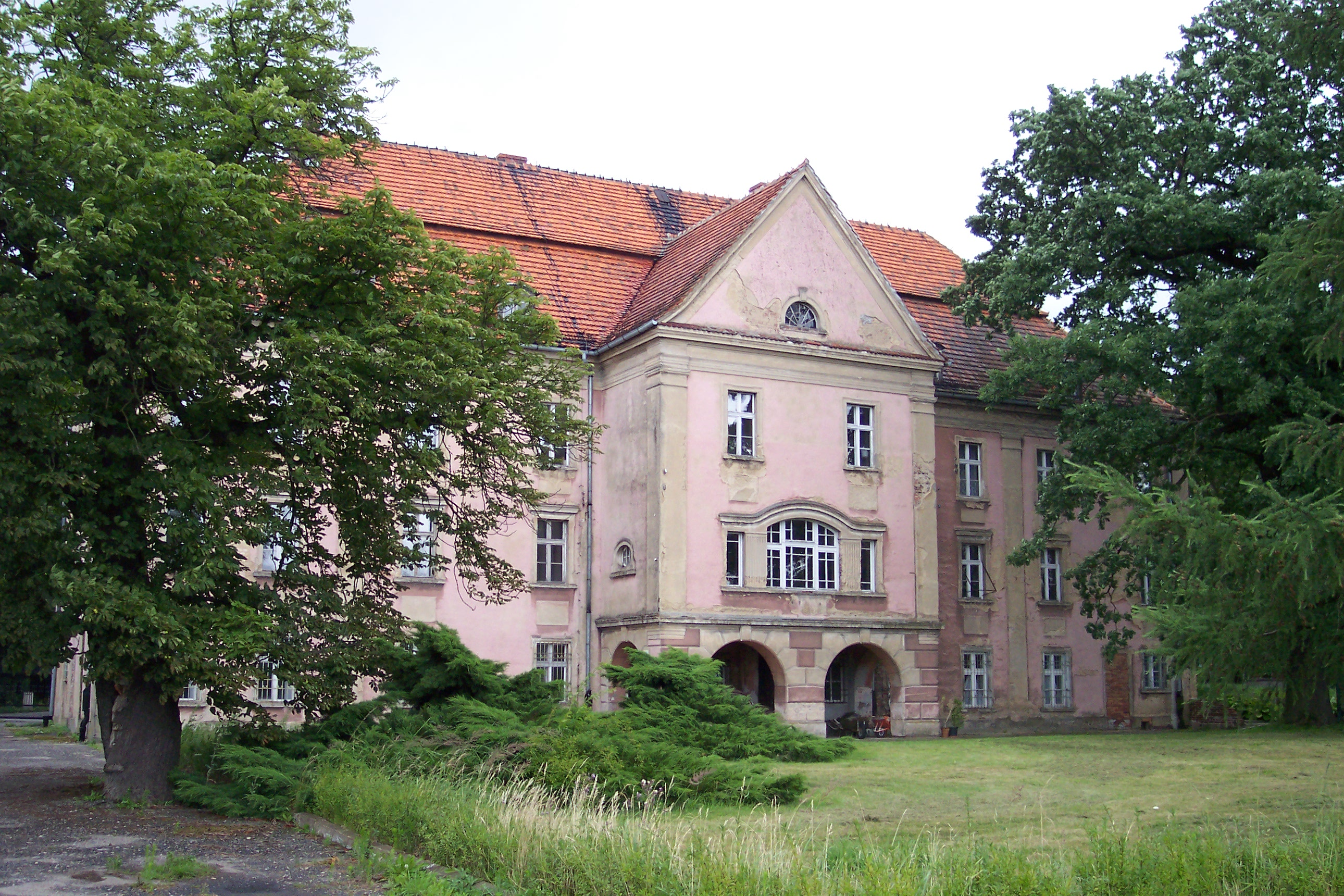
Pałac od frontu